# Дражен Єленич
Дражен Єленич (хорв. Dražen Jelenić; нар. 1966, Загреб) — хорватський правник, заступник директора Управління з припинення корупції та організованої злочинності (УПКОЗ) у 2003—2008 роках, заступник Генерального прокурора Хорватії у 2011—2018 рр., Генеральний прокурор Хорватії з 24 квітня 2018 до 19 лютого 2020.

## Життєпис
Народився 1966 року в Загребі, де 1992 р. закінчив юридичний факультет Загребського університету. Відразу після цього влаштувався на роботу у тодішній Службі суспільної бухгалтерії, а через кілька місяців перейшов у прокуратуру Загребської жупанії, де два роки пропрацював стажистом, після чого обіймав там посаду радника. 1995 р. призначений заступником загребського міського прокурора (у прокуратурі «заступник» — це офіційна назва працівника юстиції, який у відповідному органі прокуратури самостійно виконує роботу, з повноваженнями підписувати так звані прокурорські акти, такі як обвинувальні висновки). Перш ніж у 1999 р. обійняти посаду заступника прокурора Загребської жупанії, працював виконувачем обов'язків муніципального прокурора в Самоборі. 2003 р. перейшов у новостворений УПКОЗ, де працював заступником директора та начальником відділу міжнародного співробітництва і спільних розслідувань. Нарешті, 2008 р. став прокурором Загребської жупанії.
17 червня 2011 на своїй 9-й сесії Прокурорська рада призначила його заступником тодішнього Генерального прокурора Младена Баїча. Присягу як заступник генпрокурора склав у липні 2011 р. На цій посаді залишився і за наступного генпрокурора Дінка Цвітана.
17 квітня 2018 на закритій частині засідання уряд Хорватії визначив і направив у парламент пропозицію рішення про призначення Дражена Єленича новим Генеральним прокурором Республіки Хорватія з огляду на закінчення строку повноважень чинного тоді Генерального прокурора Дінка Цвітана 24 квітня 2018 р. На той час Єленич був Першим заступником Генерального прокурора.
Єленич — голова Прокурорської ради, член Правління Судової академії, Ради з контролю за виконанням стратегії реформи судочинства, Ради з питань подолання корупції та Комісії з проведення судових експертиз, а також голова делегації Хорватії при GRECO (Група держав Ради Європи проти корупції).
19 лютого 2020 року подав у відставку після того, як за скандальних обставин набув розголосу той факт, що він має членство у масонській ложі.
Дружина Інес Хорват-Єленич — прокурор кримінального відділу прокуратури Загребської жупанії у Великій Гориці.